# Artaserse (Terradellas)
Artaserse è un dramma per musica in tre atti del compositore spagnolo Domingo Miguel Bernabé Terradellas su libretto di Pietro Metastasio. Il testo, messo in musica per diversi decenni da molti compositori, fu scritto originalmente per essere musicato da Leonardo Vinci, il quale lo rappresentò a Roma il 4 febbraio del 1730.
La versione di Terradellas fu invece rappresentata per la prima volta durante il Carnevale del 1744 al Teatro San Giovanni Grisostomo (oggi Teatro Malibran) di Venezia, così come riportato dalle iscrizioni presenti nel frontespizio del libretto:
Artaserse, Dramma per Musica da Rappresentarsi Nel Famosissimo Teatro Grimani di S. Gio : Grisostomo Nel Carnevale 1744 Dedicato Alle Dame
Gli interpreti alla prima dell'opera furono:
- Artaserse: Margherita Giacomazzi
- Mandane: Caterina Fumagalli
- Artabano: Cristoforo del Rosso
- Arbace: Ventura Rocchetti
- Semira: Marianne Pirker (1717-1782)
- Megabise: Lorenzo Perucci

## Riprese in tempi moderni e registrazioni
In tempi moderni l'opera fu messa in scena e registrata per la prima volta a Barcellona il 6 giugno 1996, con i seguenti interpreti:
- Artaserse: Jennifer Smith
- Mandane: Delphine Haidan
- Artabano: Carlo Vicenzo Allemano
- Arbace: Imelda Drumm
- Semira: Olga Pitarch
- Megabise: Shi Chia Tu

Per l'occasione, l'esecuzione fu affidata alla Real Campania Opera da Camera sotto la direzione di Christophe Rousset.